# Història precolombina de la costa equatoriana

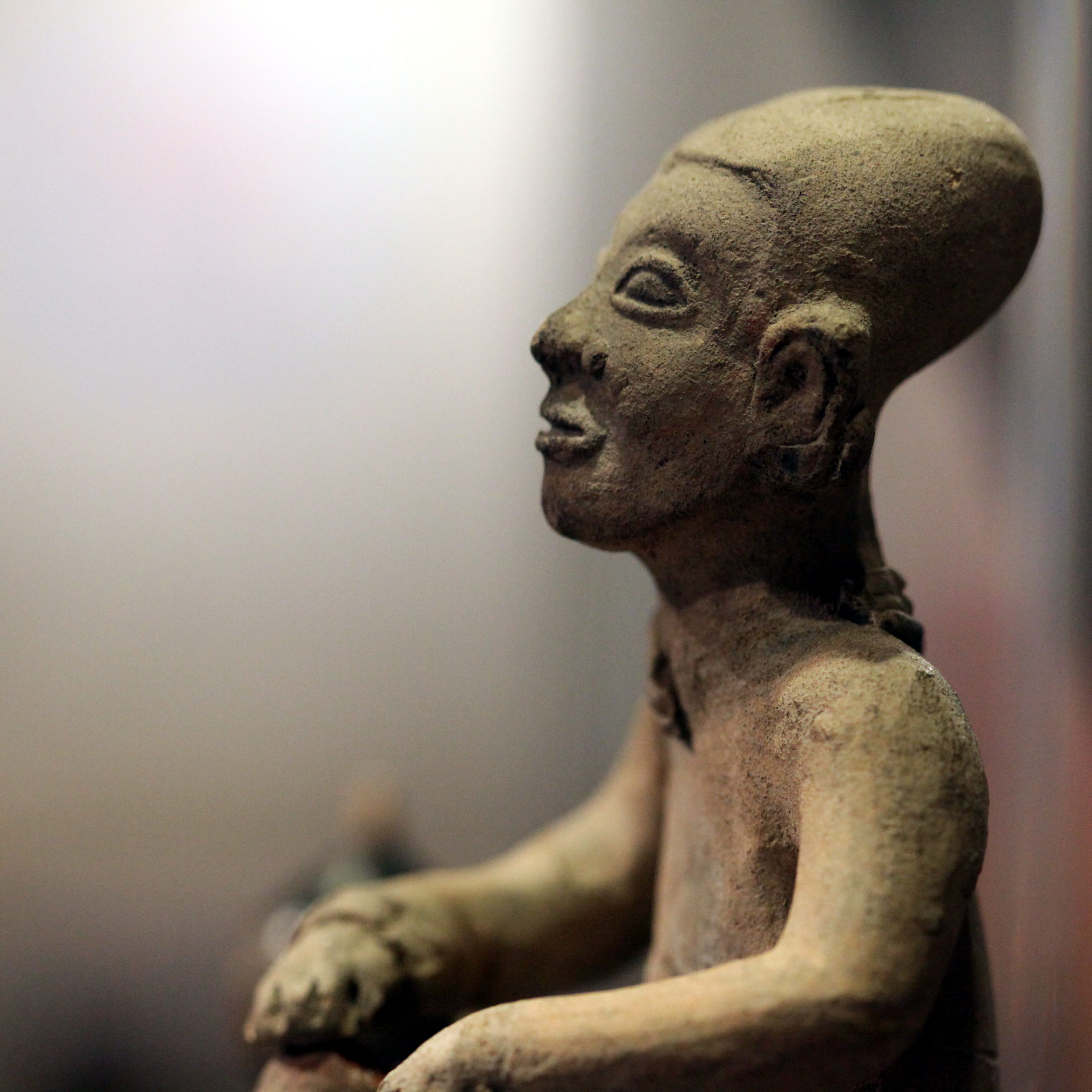
Detall de una figura en ceràmica de la cultura La Tolita.

La història precolombina de la costa equatoriana és una de les més velles a tota Amèrica. A causa del seu clima, la seva proximitat amb el mar i els accidents fluvials que neixen des de la província d'Esmeraldas fins al nord de la província de Los Ríos, diverses cultures es van desenvolupar a les províncies de Manabí, Santa Elena,  Guayas i El Oro.
La història de l'Equador en l'era precolombina es classifica en quatre grans períodes, dintre dels quals es troben diverses cultures que van marcar la història precolombina de la costa equatoriana: 
- Període preceràmic.
- Període ceràmic.
- Període de desenvolupament regional.
- Període d'integració.

## Període preceràmic
El període preceràmic (10000 aC. - 4000 aC.) de la costa, difereix del de la serra per la indústria lítica de materials diversos i de tecnologia simple conformada especialment per lasques i làmines lleugerament retocades, a més a més de primitives eines que possiblement van ser utilitzades per al treball de la fusta, etc.
Les anàlisis de fitòlits en mostres de terra han fet com a sorprenent resultat la presència de blat de moro, el que porta a suposar que 6000 anys aC. els antics habitants de Las Vegas possiblement van començar a practicar el seu conreu a tota l'Amèrica Llatina. El complex preceràmic localitzat en la costa equatoriana es denomina Las Vegas, que és el lloc més estudiat, el conegut com OGSE-80 i que es troba a la ciutat de Santa Elena, a prop a la punta del mateix nom, de la província de Santa Elena.
Les cultures més importants en aquest període són: Las Vegas i El Inga.

## Període ceràmic

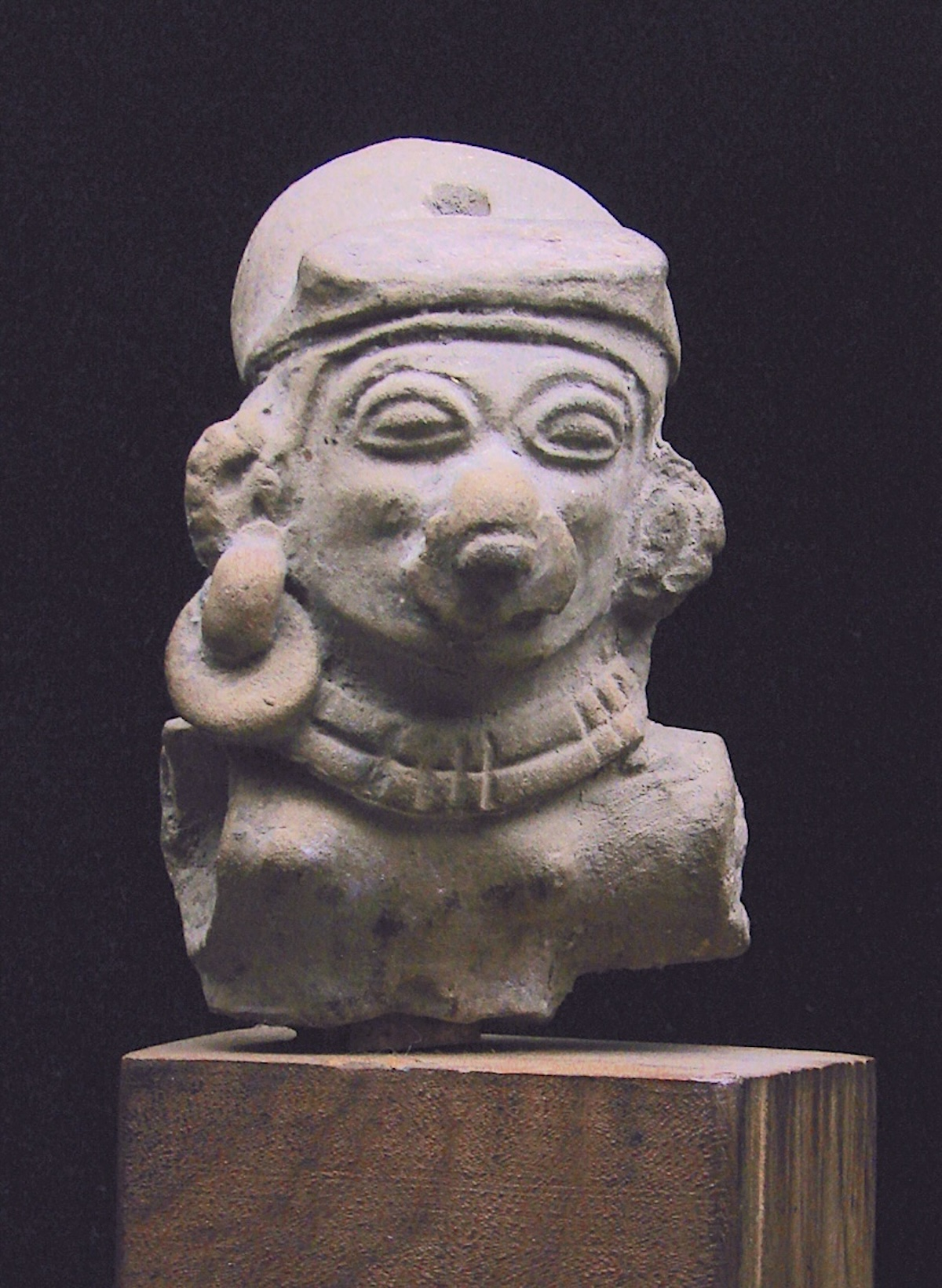
Ceràmica de la cultura Chorrera (1800—300 aC.)

El període ceràmic es va donar del 4000 aC al 500 aC. En aquesta època els grups d'aborígens, que habitaven l'antic territori equatorià, aconsegueixen importants avenços a l'agricultura, factor que va constituir un especial vincle de nuclearització humana, conformant una societat estable, sedentària, organitzada als primers poblats i centres cerimonials. El desenvolupament tecnològic i estètic de la ceràmica, així com d'altres artesanies i els inicis d'una especialització al treball, també constitueixen algunes de les característiques d'aquest important període. Les Cultures Formatives de la Costa equatoriana són: la Cultura Valdivia, Machalilla i Chorrera.

### Formatiu primerenc
Es va donar de 4000 aC al 1800 aC. En aquest període es va desenvolupar la Cultura Valdivia, que es va assentar en el que avui és l'actual província de Manabí i nord de la província de Santa Helena on es troba el poblat i museu de Valdivia. Els seus habitants construïen les seves cases a petits pujols, amb materials com a fulles per a la coberta, canya bambú i troncs per a l'estructura. Els seus habitants a la vora del mar es dedicaven a la pesca, elaborant els seus hams amb petxina perlífera. Així mateix els membres d'aquesta cultura eren hàbils fabricants de l'artesanies en argila, ossos de peixos i cargols.
La Cultura Valdivia va ser la primera a l'Amèrica Llatina en utilitzar el teler com a aparell per teixir, i també el «churo», com a instrument musical fet d'una botzina marítima que produeix un so com a trompeta, encara avui dia s'utilitza a moltes comunitats camperoles de l'Equador.

### Formatiu mitjà

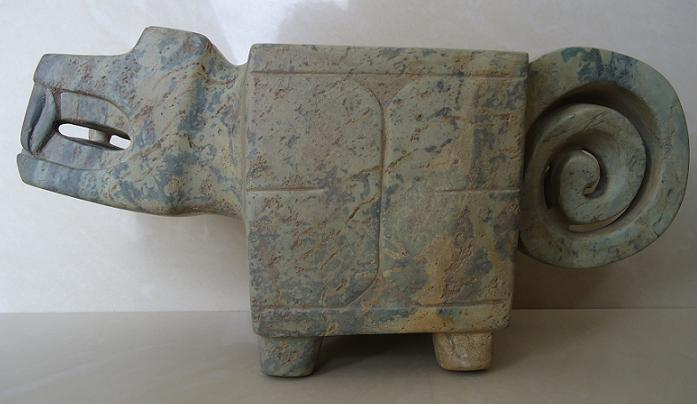
Ceràmica de la cultura Machalilla

Es va donar de 1800 aC. el 1500 aC. En aquest període es va desenvolupar la cultura Machalilla, cultura precolombina localitzada a la zona costanera de la part sud de l'actual Equador, en les província de Manabí i de Santa Elena. Es pot considerar emparentada amb l'anterior Cultura Valdivia, amb una clara evolució en el treball de la ceràmica.
És característica d'aquesta cultura la deformació dels cranis, en sentit vertical i occipital, deformació que també queda representada a les figures de ceràmica, i que segurament respon a raons estètiques i a un indicatiu de posició social. També són característica els recipients amb nanses en forma d'estrep i decoració amb bandes roges.

### Formatiu tardà
Es va donar de 1500 aC. al 500 aC. En aquest període es va desenvolupar la Cultura Chorrera, van viure fa tres mil cinc-cents anys. Les seves ceràmiques especialitzades en l'abrillantat i decorat de bonics objectes, elaboraven ampolles musicals, flautes de pa, atuells rituals, plats, i moltes figures que representaven a homes i animals.
Les seves cases rodones tenien una obertura al sostre, també construïen canoes de boga per a la navegació. Va tenir el seu nucli a l'indret La Chorrrera, situat a la ribera oriental del riu Babahoyo però aquesta cultura va estendre la seva presència cap a quasi totes les regions costaneres i inclusivament a algunes de la serra (Faldes dels Andes).

## Període desenvolupament regional

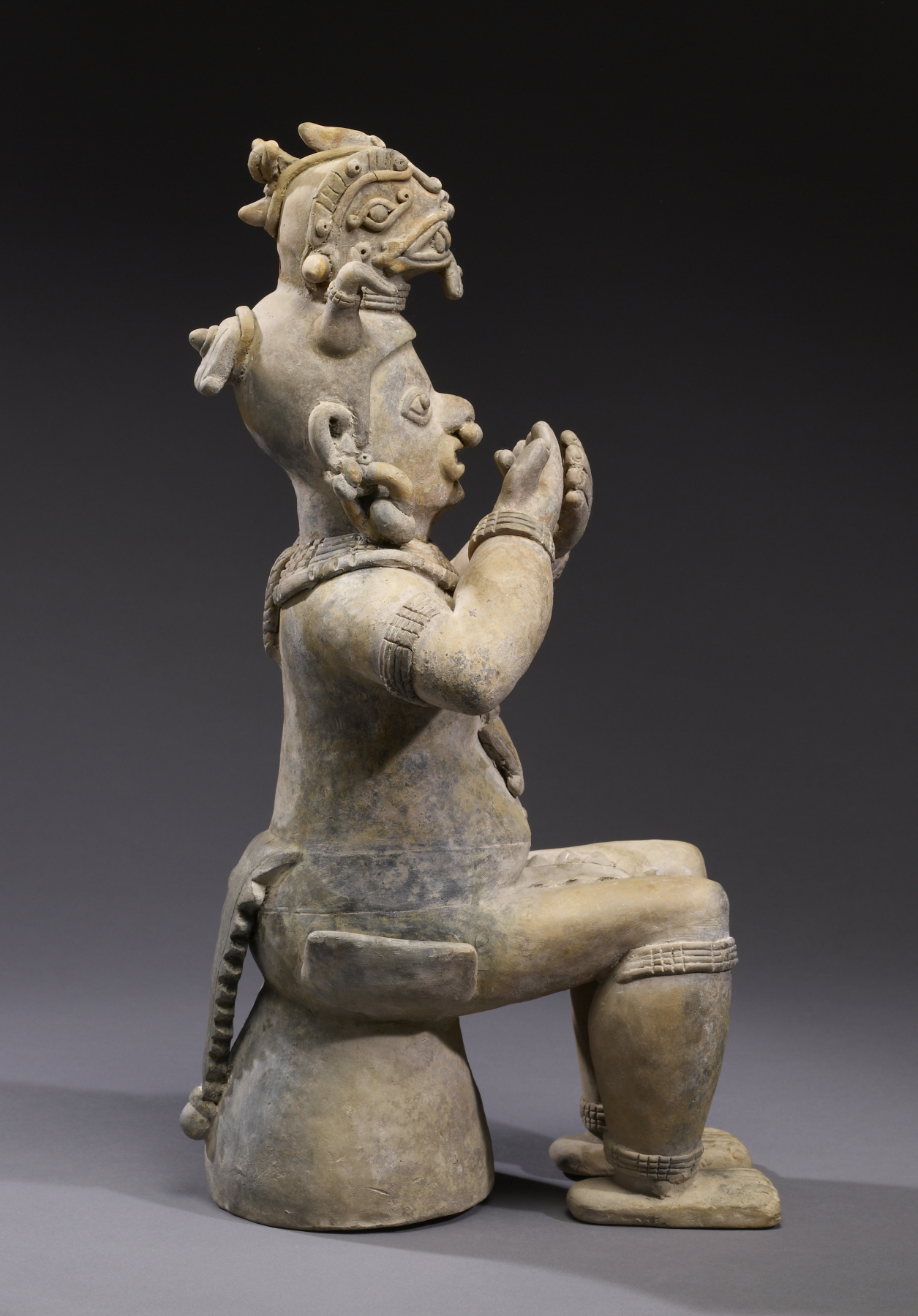
Cultura Jama-Coaque: Figura seguda en un banc amb les mans a la boca

El període de desenvolupament regional es va donar en 500 a C. al 500. A aquest període se'l ha anomenat desenvolupament regional per l'important grau d'organització social i política de les cultures que van assolir desenvolupaments autònoms en zones geogràfiques pertanyents a subregions naturals. L'art també va tenir característiques diferenciades, que es noten amb facilitat entre l'una i l'altra cultura. El treball dels materials té per primera vegada el seu registre en aquest període. Característica important és també l'especialització del treball: sacerdots, terrissaires, teixidors, agricultors, comerciants, tindran les seves primeres organitzacions gremials.
Les cultures de la Costa d'aquesta etapa són: La Tolita, Guangala, Tejar-Daule, Jama-Coaque i Bahía.

### Cultura La Tolita
La Cultura Tolita es va desenvolupar a la regió costanera del Sud de Colòmbia i Nord de l'Equador entre 600 aC. i l'any 200. Nombrosos jaciments arqueològics han estat descoberts que mostren la naturalesa altament artística d'aquesta cultura. Els artefactes es caracteritzen per joies d'or, màscares i figures antropomòrfiques que reflecteixen una societat jeràrquica amb cerimònies complexes.<

### Cultura Guangala
A la Cultura Guangala se li atribueix una datació corresponent al 500& aC. i 500, els seus establiments s'han trobat al nord de la península de Santa Elena i al llarg de la costa del Oceà Pacífic fins l'alçada de l'Illa del Plata enfront de la costa central de la província de Manabí. Cap a l'interior els seus límits arriben a la serralada de Chongón-Colonche a la Província del Guayas i la serralada de Paján a Manabí.

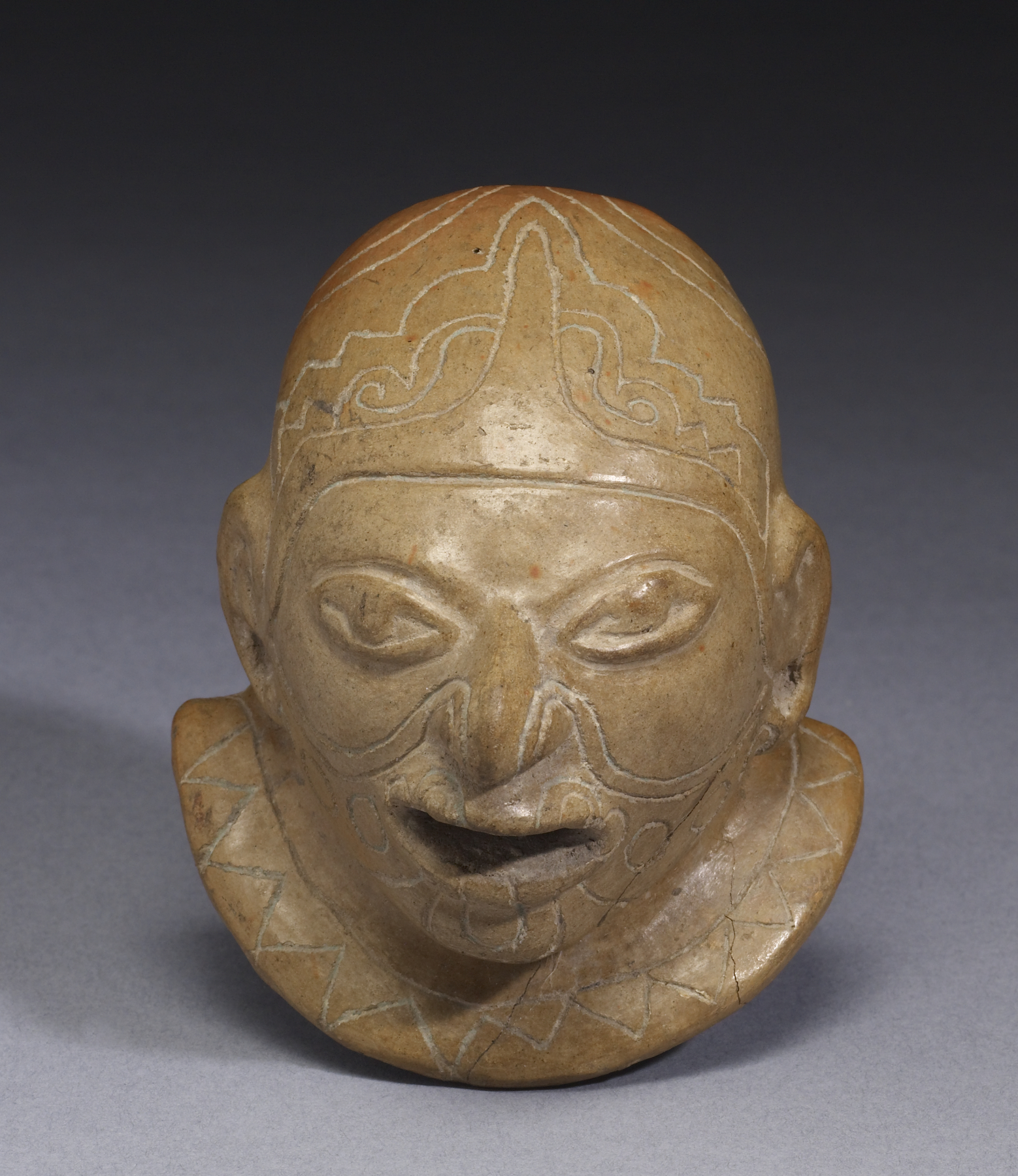
Guangala - Cap - Walters 482846

La troballa d'innombrables mans i metalls de pedra, a més a més d'estigis de preses de terra per emmagatzemar l'aigua, fan pensar en una intensa i molt ben organitzada activitat agrícola que es complementava amb la provisió d'aliments marins i la cacera.
Crida l'atenció una forma molt singular de recipient o palangana de ceràmica, constituïda per boca ampla el cos circular i còncau la qual es troba sostinguda en quatre potes corbades i punxegudes. Aquestes palanganes tenen una decoració geomètrica en la seva part còncava i en alguns casos les potes presenten cossos humans.
Tanmateix, en la zona que avui és Guayaquil, durant el període de desenvolupament regional, dos grups importants es van establir. El primer, definit pels germans Parducci, correspon a poblacions de la denominada Fase Guayaquil, assentats en zones baixes, com a la drassana. Existeixen també d'altres llocs definits dintre del projecte el Gran Guayaquil, que informa que la societat del desenvolupament regional en la zona es constituïa d'alguna mena diferent a Guangal de la Península de Santa Elena.
Cap als afluents del Daule i Babahoyo, la Fase Daule-Tejar, i les seves variants, Fase silencio, són importants grups de la zona.

## Període d'integració
El Període d'integració data del 500 a 1500. La gradual desaparició de les fronteres dels grups més petits i la integració de l'imperi Inca amb cultures menors en constitueixen una de les principals característiques del Període d'integració. Altres trets distintius d'aquest període es poden sintetitzar als següents punts: 
- Existeix una més gran tecnificació de l'agricultura, sobretot mitjançant la utilització de terrasses de conreu que deixaran la seva empremta indeleble especialment al paisatge andí.
- La millor producció agrícola va permetre l'expansió de la població i, per tant, la dels centres urbans.
- S'incrementa la producció que és comercialitzada a través del sistema de canvi i possiblement mitjançant l'inici d'un sistema incipient de monedes.
- Es dona una metal·lúrgia desenvolupada en què uneix una més gran quantitat d'objectes utilitaris i decoratius que comença a elaborar-se mitjançant la utilització del coure o aliatges amb l'or i la plata.
- S'augmenta la producció de tèxtils de cotó.

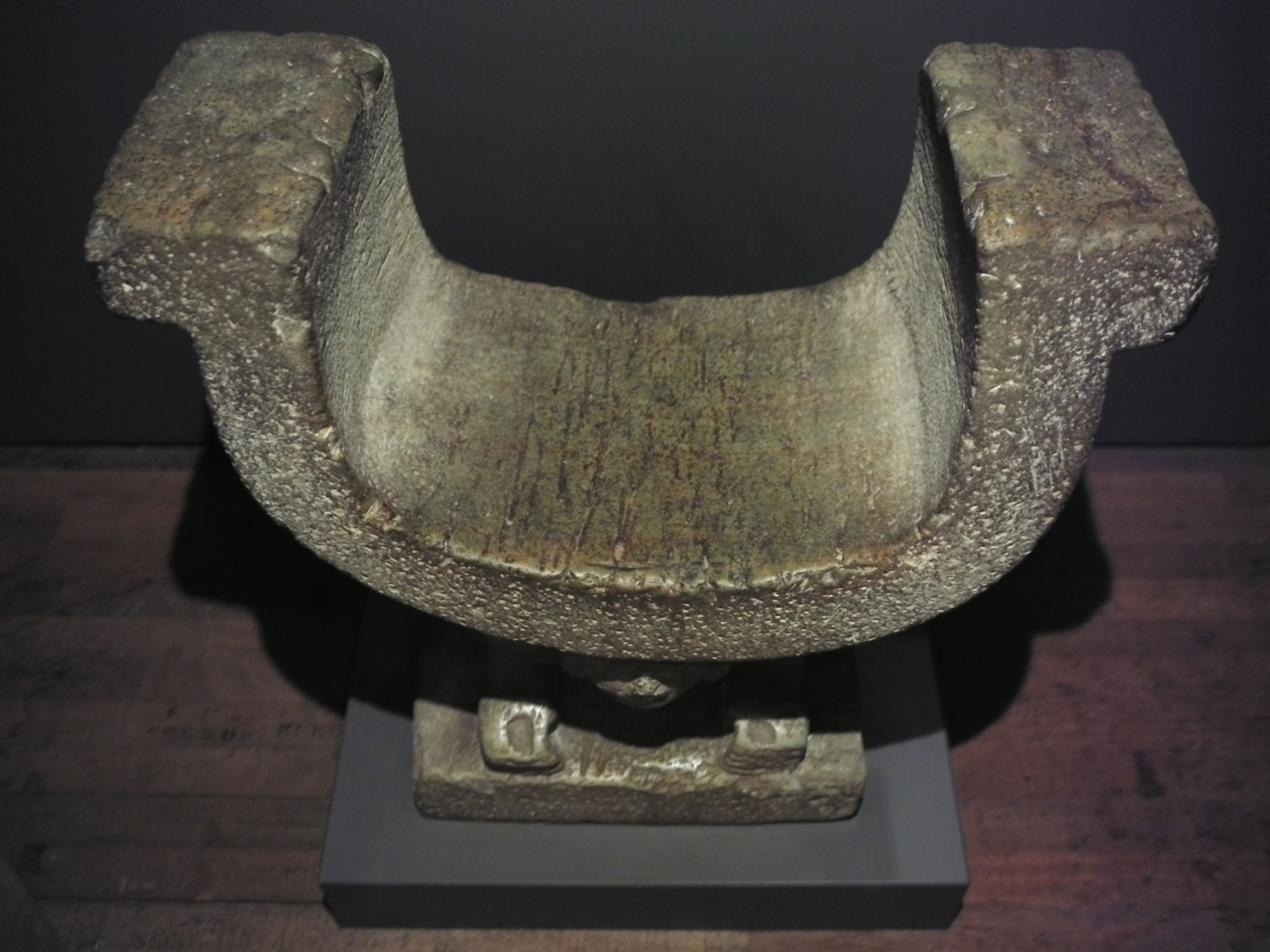
Cadira de la Cultura Manteña

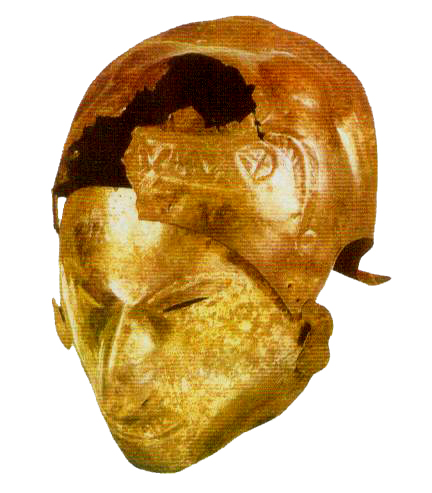
Màscara de la cultura Huancavilca

Al litoral equatorià tres cultures importants es troben en aquest període: la cultura Milagro, la manteña, i la huancavilca. La primera va ocupar àrees geogràfiques del golf de Guayaquil i tot el sistema fluvial del riu Guayas. Els assentaments manteños es troben prop del nord de Manabí, envoltant part de badia de Caraquez, l'illa del Plata, i l'actual ciutat de Manta. Els huancavilques se circumden des del nord del Guayas fins al nord de la província d'El Oro.

### Cultura Manteña
La Cultura Manteña es va desenvolupar aproximadament des de l'any 600 fins al 1534. Les cròniques espanyoles diuen que els manteños tenien coneixements de navegació i pesca, vivien a petites cases de fusta, i posseïen artesanies d'or i maragdes. Un dels seus centres religiosos era l'Illa del Plata, així com el Cerro de Hojas, situat entre el que actualment és Manta i Portoviejo, on es van trobar cadires o trons de propòsits religiosos.

### Cultura Huancavilca
La Cultura huancavilca té uns set-cents anys d'antiguitat entre els 800 - 1500. Diuen els historiadors que els huancavilques s'extreien les dents de molt joves com a senyal de sacrifici als seus déus, per això els nomenaven «els esdentegats». Van desenvolupar l'agricultura i eren excel·lents guerrers. El cacic Huancavilca vivia a l'Illa Puná enfront del que actualment és la ciutat de Guayaquil, dintre del que ara és la Província del Guayas.